# Янсон, Михаил Алексеевич
Михаил Алексеевич Янсон (20 сентября (2 октября) 1887, Санкт-Петербург, Российская империя — 11 января 1953, Новодивеевский монастырь, штат Нью-Йорк, США) — русский биолог, педагог, религиозный писатель и общественный деятель русского зарубежья.

## Биография
Незаконнорожденный: отец неизвестен, мать — петербургская мещанка, девица Ольга Михайловна Мартынова. Крещён 25 сентября [7 октября] 1887 в Церкви Воскресения Христова и Михаила Архангела в Малой Коломне священником Николаем Крыловым с псаломщиком Александром Алмазовым. В декабре 1897 года усыновлён инспектором народных училищ Санкт-Петербургской губернии 2-го района статским советником Алексеем Кирилловичем Янсоном.
После окончания Юрьевского реального училища в 1906 году становится постоянным слушателем физико-математического факультета Юрьевского университета (ныне Тартуский университет (удостоверение от 11 сентября 1906 г. № 1706). Внесён в матрикул университета как студент физико-математического факультета естественно-исторического отделения 12 августа 1908 года за № 22416. В университетские годы М. А. Янсон не только прослушал около двух десятков курсов, которые вёл доктор зоологии профессор К. К. Сент-Илер Архивная копия от 18 июня 2017 на Wayback Machine, но и работал в Зоотомическом институте под его руководством. В 1908 году в качестве председателя экскурсионной комиссии принимал участие в организации первых студенческих экскурсий. В 1908, 1909 и 1912 гг. сам был участником экскурсий по исследованию Кандалакшского залива Белого моря, поблизости от станции Ковда. В 1909 году принимал участие в исследовании Чудского озера под руководством Н. А. Самсонова. В 1910 году участвовал в организации и устройстве «Научной выставки методов и результатов исследования природы».
В 1913 году был приглашён в Тенишевское училище в качестве воспитателя и преподавателя.
В 1913—1914 годах в группе известных петроградских лекторов (К. П. Ягодовский, Г. М. Григорьев и др.) участвовал в организации летних курсов для учителей Черниговской губернии, читал лекции по курсу ботаники в Стародубе и Глухове. В 1914—1918 годах выступал с докладами по методике естествознания на учительских съездах Ярославской губернии. В 1916—1918 гг. по предложению Совета постоянных педагогических курсов организовывал показательную начальную школу в деревне Росляково (Ярославский уезд Ярославской губернии) и показательный сад-огород при ней. В 1918—1921 годах был председателем Ярославского естественно-исторического общества. В апреле 1919 года Советом Ярославского университета избран преподавателем по кафедре ботаники открывшегося медицинского факультета. Принимал активное участие в организации учебной работы сначала как секретарь факультета, а затем как заместитель декана. В ноябре 1920 года избран профессором. В 1921 году был приглашён читать лекции на агрономическом факультете.

В 1921 году М. А. Янсон переезжает с семьей в Таллин, где его приёмный отец получил пост советника в Министерстве просвещения Эстонской республики, и начинает преподавать естествознание в Ревельском XIX городском начальном училище (недоступная ссылка). Через много лет один из его таллинских учеников, А. Н. Киселёв, назвав его своим «незабвенным учителем», даст ему такую характеристику:

«Михаил Алексеевич был незаурядным человеком. Он всегда искал ту подлинную жизнь — подлинный смысл человеческого существования, дорога к которой не избита, не затоптана, а тем паче не обращена в кодекс формальных истин, от которых может веять холодом, а не греющим теплом. Он искал эту дорогу и для себя и для тех, с кем сводила его жизнь».

Помимо преподавания М. А. Янсон активно участвует в общественной и культурной жизни русской эмиграции в Эстонии. Он выступает с докладами как биолог («Жизнь моря», «О жизни моря»), как школьный педагог («Закон Божий в жизни и в школе», «О творчестве детей», «Периоды в развитии детей. Творчество и воспитание»), как теософ («Христианство и теософия», «Что такое теософия», выступление по случаю 80-летия Анни Безант).
В начале 1930 года в серии Союза эстонских учителей «Издания для юношества» вышла пьеса М. А. Янсона «Ангел мира». Иллюстрации и обложку выполнил Карл Гершельман. «Главными героями являются ожившие куклы — традиционный персонаж Пьеро и его возлюбленная Ли. С вестью об окончании войны и вечном мире они отправляются в Африку, Индию и Китай, где с ними происходят разнообразные приключения и встречи. Текст оформлен декоративными заставками и рисунками с изображением африканских, индийских и китайских воинов и их предводителей. Пьесу предваряет предисловие известного эстонского писателя Майта Метсанурка, в котором говорится о важности идеи мира во всем мире и роли Эстонии, которая, несмотря на свою малость, является вестником и активным участником мирного процесса». 16 марта 1930 года пьеса была поставлена Е. Ф. Вилламовой на сцене театра «Эстония» силами учащихся русского XIX училища Таллина (недоступная ссылка).
В 30-е годы отходит от теософии и обращается к святоотеческой традиции. Ежегодные летние поездки-паломничества с семьей на Валаам, общение с монастырской братией и особенно со старцами становятся духовным стержнем его жизни. Валааму посвящаются и его выступления, сопровождаемые «световыми картинами» и валаамскими песнопениями в исполнении хоров под управлением И. Х. Степанова, Н. А. Клааса, М. Немчинова.

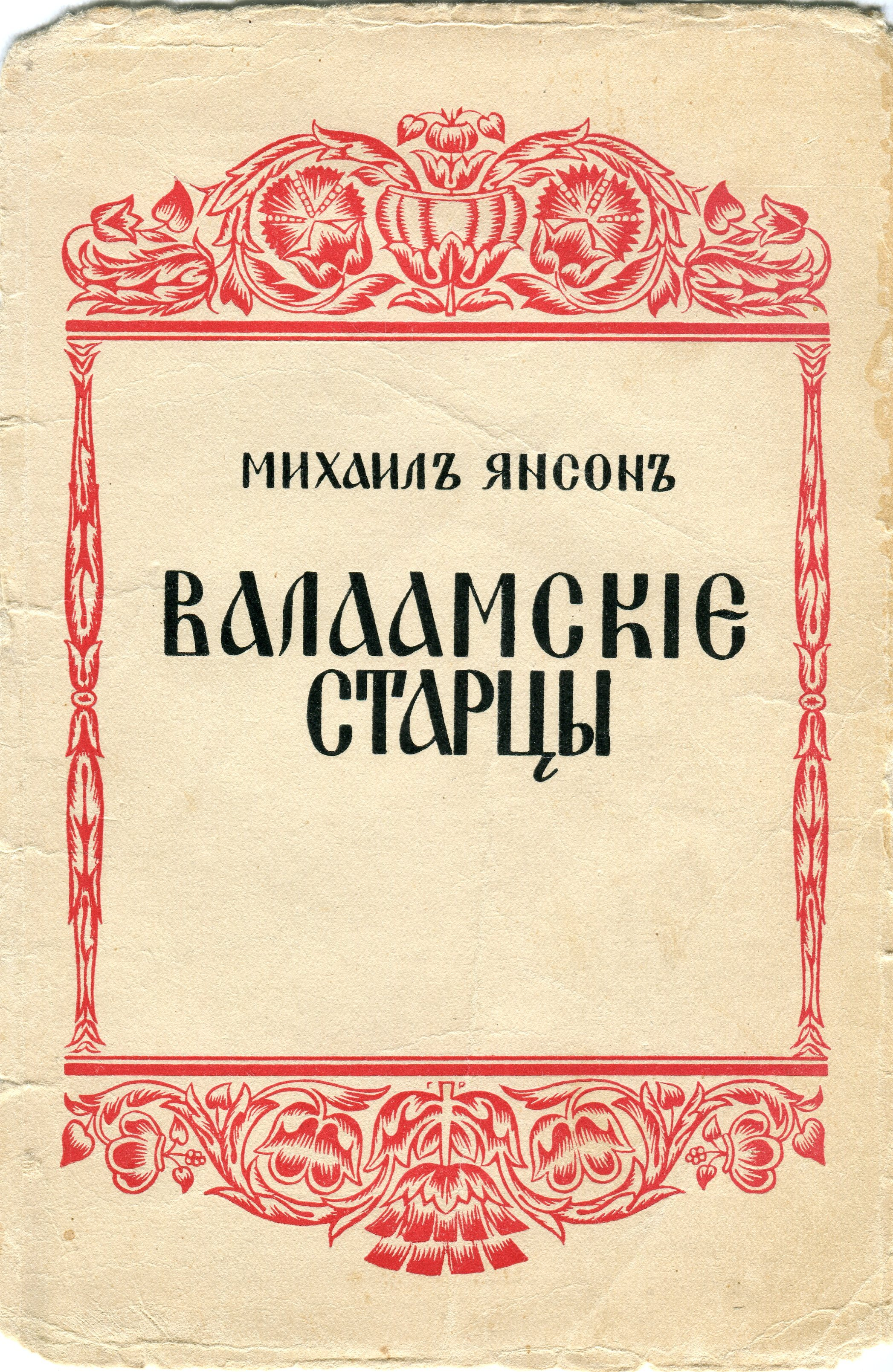
Обложка первого издания. Берлин, изд. «За церковь», 1938 г.

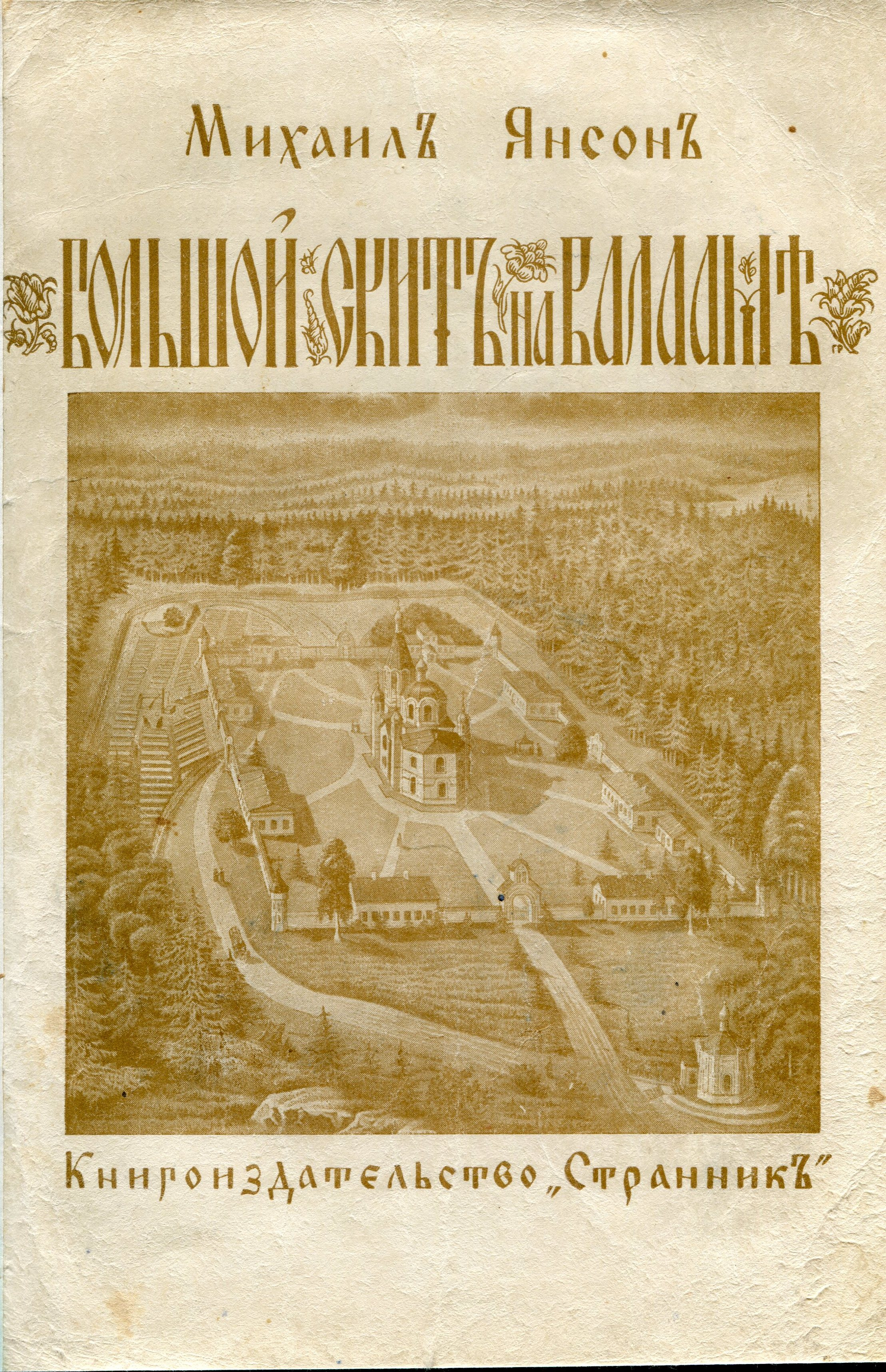
Обложка первого издания. Таллин, изд. «Странник», 1940 г.

В августе 1935 г. на Валааме происходит его встреча с Б. К. Зайцевым. В своём очерке «Валаам» писатель называет его «педагогом из Таллина», «педагогом Михаилом Алексеевичем», «Михаилом Алексеевичем»:

«Внутренняя, духовная и поэтическая сторона Валаама раскрывается понемногу, не сразу. „К Валааму нужно подходить молитвенно, — говорил мне педагог из Таллина. — Направляйтесь к нему духовно“». (Приезд на Валаам, С.9)

В 1938 году в Берлине выходят «Валаамские старцы», а в следующем году Валаамский монастырь фактически прекращает своё существование. В 1940 году в Таллине издаётся последняя работа М. А. Янсона «Большой скит на Валааме».

## Семья

М. А. Янсон, его жена Наталия Александровна и сын Олег (Светик). Таллин, 1930-е годы.

Жена (с февраля 1921 года) — Наталия Александровна Янсон, урожд. Лобысевич (1895—1988) из семьи потомственных военных. Её мать, Мария Владимировна Лобысевич, была духовной ученицей о. Иоанна Кронштадтского. Он неоднократно посещал её дом, однажды чудесным образом вылечив её сына Дмитрия. В 1909 году М. В. Лобысевич вошла в Правление Общества в память отца Иоанна Кронштадтского, став впоследствии секретарём Общества. Умерла от истощения в первую блокадную зиму в Ленинграде. Наталия Александровна после смерти мужа постриглась в монахини под именем матери Серафимы. В последние годы своей жизни была игуменьей Ново-Дивеевской обители.
Сын — Олег (1921—1997). Участник Великой Отечественной войны, был контужен. Окончил Ленинградский Горный институт. Там же защитил кандидатскую диссертацию. Преподавал в Горном институте и Северо-Западном заочном политехническом.

### Книги
- Janson, Mihhail. Rahuingel: näidend lastele 3 vaatuses proloogiga ja epiloogiga / Vene keelest Aleksander Kaasik: M.Metsanurga saatesõna, helilooja K. Lüdeke, Karl Hörschelmanni illustratsioonid. Tallinn, 1930. 78 lk., ill. (Noorusmaa jutuskirjastik № 15).
- Валаамские старцы. — Берлин: За Церковь, 1938. 98 с.
- Большой скит на Валааме. — Таллинн: Странник, 1940. 146 с. (Переиздание: СПб.: изд. Спасо-Преображенского Валаамского монастыря, 1997. 84 с. ISBN 5-7302-0382-0.)

### Статьи
- Страстотерпцы св.кн. Борис и Глеб //Журнал «Русское Возрождение». (Нью-Йорк, Москва, Париж). 1987. № 37. — С.12-37.
- Христа ради юродивые на Руси //Журнал «Русское Возрождение». (Нью-Йорк, Москва, Париж). 1987. № 40. — С.27-66.
- Взаимоотношение веры и знания по преп. Исааку Сирианину //Журнал «Русское Возрождение». (Нью-Йорк, Москва, Париж). 1988. № 44. — С.180-204.
- По ту сторону гор //Журнал «Русское Возрождение». (Нью-Йорк, Москва, Париж). 1990. № 52. — С.62-98.
- Душа русского народа //Журнал «Русское Возрождение». (Нью-Йорк, Москва, Париж). 1998. № 73. — С.124-168.